# Гоце Петрески
Гоце Петрески (на македонска литературна норма: Гоце Петрески) е политик от Северна Македония.

## Биография
Роден е през 1953 година в град Крушево. Завършва Икономическия факултет на Скопския университет. В периода 1989-1990 печели стипендия от ООН и учи в Университета „Джавахарлал Неру“ в Индия. Защитава докторска дисертация на тема „Анализ на целите на развитието и оценяването на проектите“. Между 1986 и 1990 година е народен представител в народното събрание на Социалистическа република Македония. От 1991 до 1992 е министър на развойната дейност на Република Македония. От 1995 до 1996 е председател на Икономическия и финансов съвет на Генералното събрание на ОН. Между 1994 и 2000 година е посланик, шеф на мисията и постоянен представител на Република Македония в седалището на ООН в Женева.